# Deretaphrus iridescens
Deretaphrus iridescens is een keversoort uit de familie knotshoutkevers (Bothrideridae). De wetenschappelijke naam van de soort werd in 1903 gepubliceerd door Thomas Blackburn.